# Warduj
Der Warduj oder Wardudsch ist ein rechter Nebenfluss der Koktscha in der Provinz Badachschan im Nordosten von Afghanistan.
Der Warduj entspringt an der Ostflanke des vergletscherten Berges Kuh-e Bandaka im Hindukusch. Er fließt in ostnordöstlicher Richtung nach Zebak. Dort wendet er sich nach Westen und durchbricht eine Bergkette des Hindukusch. Der Warduj wendet sich kurz darauf wieder nach Norden. Im Unterlauf durchfließt er ein breiteres Flusstal, bevor er nahe Baharak rechtsseitig in die Koktscha mündet.
Der Warduj besitzt eine Länge von 140 km. Er entwässert ein Areal von etwa 4485 km².

## Hydrometrie
Mittlerer monatlicher Abfluss des Warduj (in m³/s) am Pegel Shashpul
gemessen von 1969–1978